# Georges Breny
Georges Breny, né El Hadi Ben Abdallah le 24 juin 1930 à Tunis et mort le 16 septembre 2005 à Köniz, est un homme politique suisse membre de l'Action nationale.

## Biographie
Georges Breny naît le 24 juin 1930 à Tunis ; il est le fils d'Abdallah Ahmed Fradj Trabelsi, postier tunisien, et de la Suissesse Eugénie Breny. Sa mère, dont il prend le nom, rentre en Suisse en 1931 et s'installe à La Chaux-de-Fonds. Breny fréquente l'école secondaire et complète ensuite un apprentissage en tant qu'électromécanicien. De 1958 à 1965, il travaille comme acheveur dans une fabrique d'horlogerie et, de 1965 à 1993, comme wattman à Berne.
Georges Breny est membre fondateur de la section cantonale bernoise de l'Action nationale. Le lieu de résidence d'un candidat n'étant pas tenu par la loi de figurer sur les listes électorales pour le Conseil national, le parti inscrit Breny sur sa liste dans le canton de Vaud lors des élections fédérales de 1971, bien que son lieu de résidence soit Berne. Le peuple vaudois l'élit au Conseil national, alors que Breny est largement inconnu dans ce canton. Finalement, il siège de 1971 à 1975.
Ses actions politiques sont basées sur ce qu'il considère comme une catastrophe écologique et démographique imminente. Il est un écologiste radical et lutte contre l'industrialisation, l'expansion économique, la vente de terres aux étrangers et la naturalisation facilitée. Il est le premier parlementaire à réclamer l'interdiction de la destruction de la couche d'ozone par les chlorofluorocarbures.